# Strtenica
Strtenica este o localitate din comuna Šmarje pri Jelšah, Slovenia, cu o populație de 97 de locuitori.